# Anna Fino
Anna Maria Fino é uma matemática italiana, especialista em geometria diferencial, geometria complexa e grupos de Lie. É professora de matemática na Universidade de Turim, e editor-in-chief fundadora do periódico Complex Manifolds.

## Formação e carreira
Anna Maria Fino obteve uma laurea em matemática em 1992 na Universidade de Turim. Obteve um Ph.D. em 1997 pelo Genoa-Turin University Consortium, com a tese Geometria e topologia degli spazi omogenei, orientada por Simon Salamon.
Permaneceu como pesquisadora na Universidade de Turim até 2005, quando tornou-se professora associada. Obteve a habilitação em 2013 e foi promovida a professora plena em 2015.
É editor-in-chief do periódico Complex Manifolds desde 2014 quando foi iniciada sua publicação.